# 刺蕊锦香草
刺蕊锦香草（学名：Phyllagathis setotheca），为野牡丹科锦香草属下的一个变种。

## 扩展阅读
維基物種上的相關：刺蕊锦香草